# جون موراي (سياسي أسترالي، مواليد 1915)
جون موراي (بالإنجليزية: John Murray)‏ هو فلاح وسياسي أسترالي، ولد في 31 ديسمبر 1915 في Malvern, Victoria ‏ في أستراليا، وتوفي في 25 يناير 2009 في غولد كوست في أستراليا. نشط حزبياً في الحزب الليبرالي الأسترالي. وقد انتخب عضو مجلس النواب الأسترالي عن دائرة هربرت ‏ (22 نوفمبر 1958 – 9 ديسمبر 1961) وفي 1963 Queensland state election ‏، انتخب عضو المجلس التشريعي ولاية كوينزلاند عن دائرة Electoral district of Clayfield ‏ (1 يونيو 1963 – 11 فبراير 1976).